# 阮文台
阮文台（1969年—）出生於越南民主共和國興安省快州縣，職業是律師，身份是持不同政見者以及人權活動家，信仰的是基督教之新教。
他因為反對當今執政越南社會主義共和國的越南共產黨政權之一黨專政，並參加8406集團的活動，結果被越南共產黨政權以反政府的羅織罪名逮捕。

## 生平
2007年3月6日，阮文台与黎氏工人二人被河内公安安全调查机关以“宣传反对越南社会主义共和国”的罪名起诉并逮捕，随后被河内律师协会除名。

## 外部連結
- 阮文台的Facebook專頁